# Bunraku
Cet article concerne le théâtre japonais. Pour le film, voir Bunraku (film).
Le bunraku (文楽) est un type de théâtre japonais datant du XVIIe siècle. Les personnages y sont représentés par des marionnettes de grande taille, manipulées à vue.
Tradition théâtrale plus particulièrement originaire de la région d'Ōsaka, le bunraku est interprété par un récitant qui chante tous les rôles, accompagné d'un joueur de shamisen à ses côtés, et par trois manipulateurs pour chaque marionnette. Les marionnettistes sont visibles du public et utilisent soit la gestuelle furi, plutôt réaliste, soit la gestuelle kata, empreinte de stylisation, selon l'émotion recherchée.
Les manipulateurs respectent une hiérarchie réglée en fonction de leur degré de connaissance dans l'art du bunraku. Ainsi le plus expérimenté (au moins vingt ans de métier) manipule la tête et le bras droit, le second le bras gauche et le dernier (le novice), les pieds. Pour pouvoir être manipulée, la marionnette possède ce qu'on appelle des contrôles ou baguettes sur ces différentes parties.
Afin de manipuler plus aisément la marionnette, les manipulateurs se déplacent en position de kathakali, jambes à demi fléchies. Ils doivent ainsi faire beaucoup d'exercice physique et d'assouplissement afin d'être les plus agiles possible.

## Historique
Le bunraku a deux sources, la tradition du récit accompagné de musique et celle des marionnettes. Strictement parlant, le bunraku dérive du ningyō jōruri (人形浄瑠璃, « marionnettes et déclamation »). En japonais, ningyō (人形) désigne à la fois la poupée et la marionnette.

### Lejōruri
Le jōruri est une forme de narration fondée sur la tradition plus ancienne du heikyoku, où un récitant raconte l'histoire tandis qu'un musicien au biwa (luth japonais) donne l'ambiance à l'aide de thèmes musicaux. Initialement réservée au récit du Dit des Heike (Heike monogatari), cette forme de narration élargit au XVe siècle son répertoire à d'autres récits classiques, et prend alors le nom de jōruri, après le succès de l’œuvre Les Douze Épisodes de l’histoire de demoiselle Jōruri (浄瑠璃十二段草子, Jōruri jūnidan sōshi). Aux alentours du XVIe siècle, le sanshin, importé de l'archipel Okinawa (alors royaume des îles Ryûkyû), se transforme en shamisen. Ce nouvel instrument, plus polyvalent, remplace le biwa pour l'accompagnement des récitants ainsi que pour les spectacles de marionnettes, ces dernières s'invitant ainsi dans les récits du jōruri.

### Les marionnettes

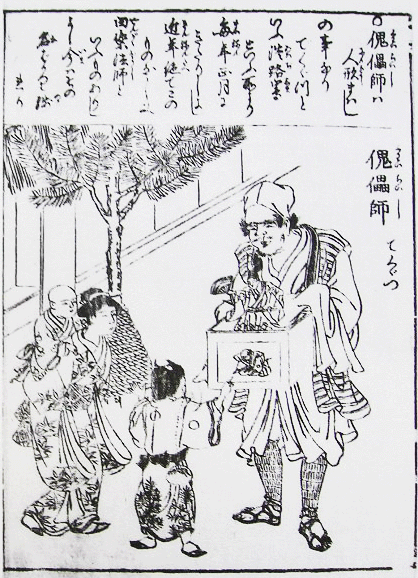
Kugutsu, montreur de marionnettes itinérant.

La tradition des marionnettes au Japon remonte au moins à la période Heian (784-1185). Les écrits de l'époque mentionnent l'existence de montreurs de marionnettes itinérants, dits airaishi ou kugutsumawashi. Au XIIIe siècle, on retrouve de tels montreurs principalement dans les temples, pour finalement être liés au jōruri à la fin du XVIe siècle.
Les montreurs se produisaient alors dissimulés derrière un rideau à hauteur d'épaule, les marionnettes étant manipulées les bras levés. Avec un seul montreur, les mouvements des poupées étaient alors limités. En 1734 fut introduite l'idée de doter chaque marionnette de trois manipulateurs, passant ainsi de marionnettes « à gaine » à des marionnettes « à contrôles », dont les mouvements sont dirigés par un système de leviers. C'est sans doute aussi à cette époque que l'organisation de la scène est modifiée pour permettre aux trois marionnettistes d'opérer simultanément. Ceux-ci se retrouvent ainsi exposés à la vue du public, et sont habillés d'un costume noir, couleur conventionnelle de l'invisibilité dans le kabuki. C'est également à cette occasion que les marionnettes prirent leur taille actuelle, qui va de 120 cm à 150 cm.

### Takemoto Gidayu et Chikamatsu Monzaemon
Originaire de l'ouest du Japon, en particulier de Kyoto, le jōruri s'implante à Edo (future Tokyo dès le milieu du XVIIe siècle). C'est à cette époque que Takemoto Gidayū fonde son école à Osaka, avec l'aide du dramaturge Chikamatsu Monzaemon (1653-1724). Caractérisé par un style très dynamique et une grande ouverture sur les techniques des autres écoles, son style devient dominant, jōruri et jōruri gidayu-bushi devenant synonymes.
Chikamatsu Monzaemon était à l'époque un auteur reconnu de pièces de kabuki, lié à l'émergence du style wagoto (style raffiné du Kansai). Les pièces de Chikamatsu Monzaemon forment le cœur du répertoire du bunraku. On lui doit également les premières pièces mettant en scènes des commerçants, qui constituaient l'essentiel de son public. Il est ainsi à l'origine de la division du répertoire en pièces historiques (jidai mono) et en pièces bourgeoises (sewa-mono). Le premier type de pièce repose en général sur un conflit entre les préceptes confucéens de loyauté et les sentiments personnels au sein de familles nobles, tandis que les secondes racontent des amours impossibles, qui se concluent en suicides amoureux. À la puissance évocatrice des techniques de Takemoto Gidayū, il apporte des éléments humains aux récits, ainsi que des situations quotidiennes.
Il se trouva d'ailleurs lui-même au centre d'une situation digne de ses pièces peu après la première de sa plus célèbre pièce, Suicide amoureux à Sonezaki (Sonezaki Shinju). Le meilleur chanteur de la troupe, Toyotake Wakadayu, décida en effet de fonder son propre théâtre, emportant avec lui Hachirobee, le meilleur manipulateur de marionnettes féminines. La rivalité entre le Takemoto-za et le Toyotake-za marqua le début d'un âge d'or du bunraku.
Le Takemoto-za produisit ainsi entre 1746 et 1748 trois des plus grands classiques du genre, Sugawara denju tenarai kagami (Le Secret de la calligraphie de Sugawara), Yoshitsune senbon-sakura (Yoshitsune et les mille cerisiers), et Kanadehon Chūshingura (Le Trésor des loyaux vassaux). La popularité du bunraku était alors telle qu'elle éclipsait même celle du kabuki. Il ne faut cependant pas minimiser l'influence réciproque qu'exercèrent ces deux arts l'un sur l'autre. L'influence du bunraku fut décisive dans la stylisation des postures du kabuki, pour lequel furent adaptées maintes pièces, tandis que le kabuki fournissait tout à la fois pièces et critères esthétiques au bunraku.
La seconde moitié du XVIIIe siècle vit cependant l'intérêt du public décliner, et les représentations se retrouvèrent confinées aux temples ou à des salles de spectacle mineures.

### Dujōruriau bunraku

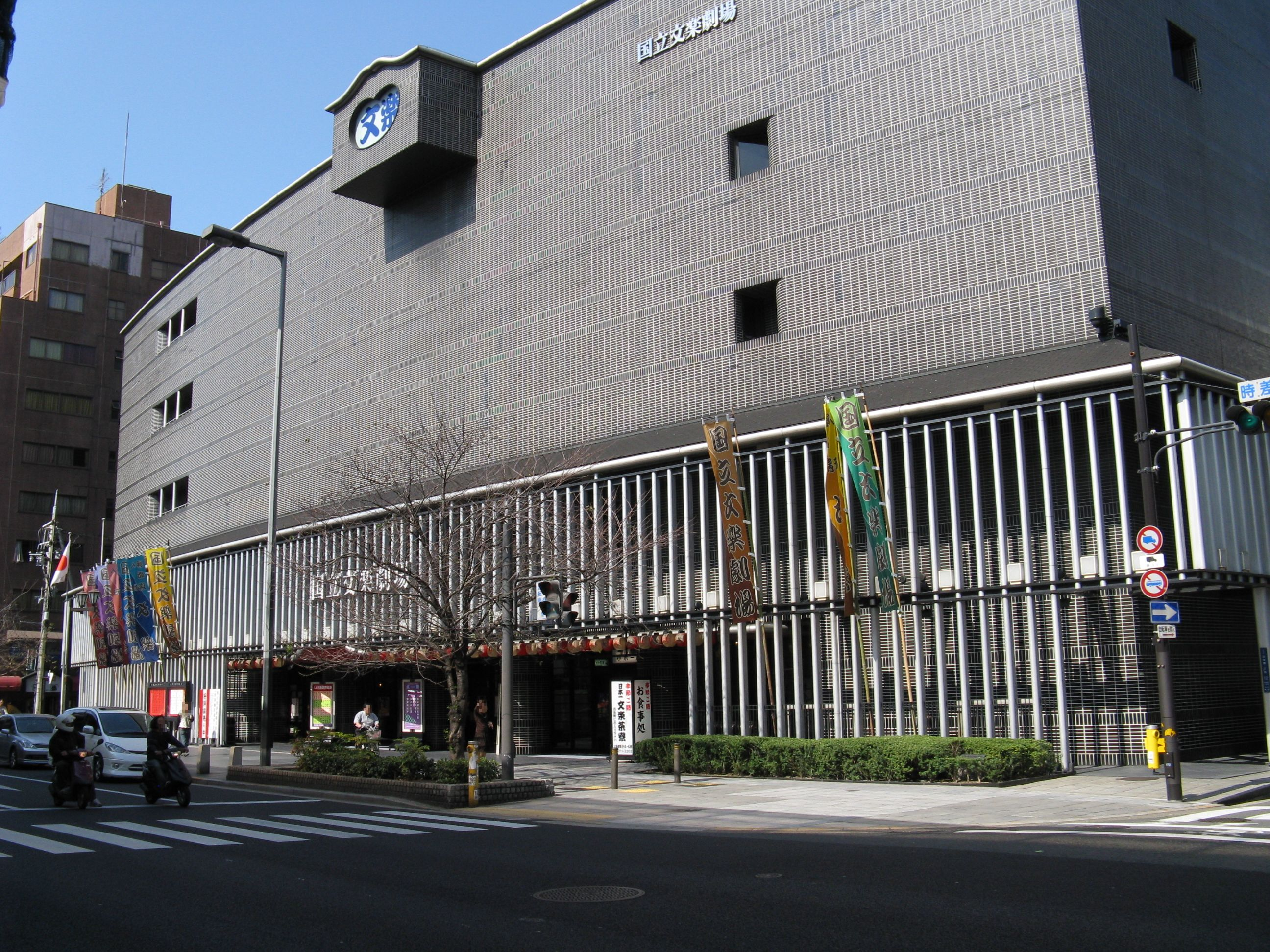
Théâtre national de bunraku à Ōsaka.

En 1811, un petit jōruri d'Ōsaka était le seul endroit où se tenaient régulièrement des représentations de jōruri. Le propriétaire, Uemura Bunrakuken, fit déplacer cette salle à Matsushima en 1872, où elle ouvrit sous le nom de Bunraku-za, donnant son nom actuel à cet art.
La fin du XIXe siècle vit un retour en grâce du bunraku qui se trouva durablement un public dans les classes commerçantes favorisées par l'ère Meiji. Officiellement reconnu comme faisant partie du patrimoine culturel japonais en 1955, le bunraku se sépara de la tutelle de compagnies en 1963 pour fonder ses propres salles de spectacle. Les troupes furent d'abord hébergées par le Théâtre national à Tōkyō, mais la politique du théâtre de ne montrer que des pièces entières échouait à attirer un jeune public. En 1984 fut achevé le théâtre national de bunraku à Ōsaka.
En 2003, le bunraku fut ajouté à la liste du patrimoine culturel immatériel de l'humanité par l'UNESCO.
En 2014, la ville d'Osaka, à l'instigation de son maire Tōru Hashimoto, a réduit de 39 millions à 32 millions de yens ses subsides à la Bunraku kyōkai (文楽協会, littéralement « Association Bunraku ») car le nombre de 105 000 spectateurs en un an au théâtre national de bunraku n'a pas été atteint : en 2013, on a enregistré 101 000 spectateurs,.

## La voix et la musique
Le chanteur et le joueur de shamisen fournissent l'essentiel de l'environnement sonore du bunraku. Pour la plupart des pièces, un seul couple formé d'un chanteur et d'un musicien joue l'ensemble d'un acte. Ces couples se nouent lors de la formation des artistes, et ne sont séparés que par la mort de l'un des deux. Anciennement, les deux partenaires vivaient constamment ensemble. Aujourd'hui, si cet usage a diminué, l'harmonie entre les deux partenaires est un critère essentiel de qualité de leur prestation.

### Le chanteur,tayu

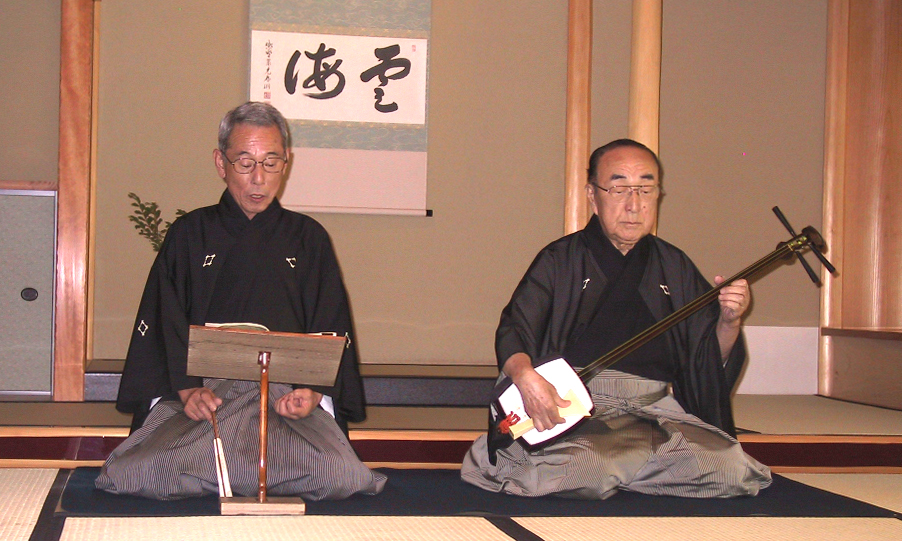
Joueur de shamisen accompagnant le chanteur.

Le rôle du chanteur est d'insuffler les émotions et la personnalité dans les marionnettes. Le chanteur joue non seulement les voix de tous les personnages, mais déclame aussi les textes narratifs qui situent l'action.
Bien qu'il se trouve en marge de la scène, le chanteur joue physiquement les rôles par les expressions de son visage et de sa voix. Du fait de la nécessité de jouer quasi-simultanément un grand nombre de personnages, le jeu du chanteur est délibérément exagéré, afin de différencier les personnages et de susciter au maximum l'émotion chez le spectateur.

### Le joueur de shamisen
Le bunraku emploie le futo-zao shamisen, le plus grand et le plus grave shamisen. Alors que le reste de l'accompagnement musical évoque les circonstances extérieures de l'action, qu'il s'agisse d'une saison, d'un orage ou de l'atmosphère d'une bataille, le shamisen doit rendre l'état intérieur des personnages. Pour ce faire, le shamisen se doit de souligner les effets du chanteur. Cela passe par une abdication de la recherche de musicalité ou de performance propre pour se consacrer uniquement à son rôle de complément indispensable du récitant.

### L'orchestre
Caché derrière des rideaux de bambou à droite de la scène, dans une pièce surélevée, se trouve parfois un petit orchestre, chargé de donner la tonalité générale de la scène. Les mélodies évoquent ainsi la saison, le temps ou font référence à d'autres thèmes célèbres. Les instruments les plus utilisés pour ce faire sont des flûtes, en particulier le shakuhachi, le koto (cithare) et surtout une vaste gamme de percussions.

## Les marionnettes du bunraku

### Les montreurs

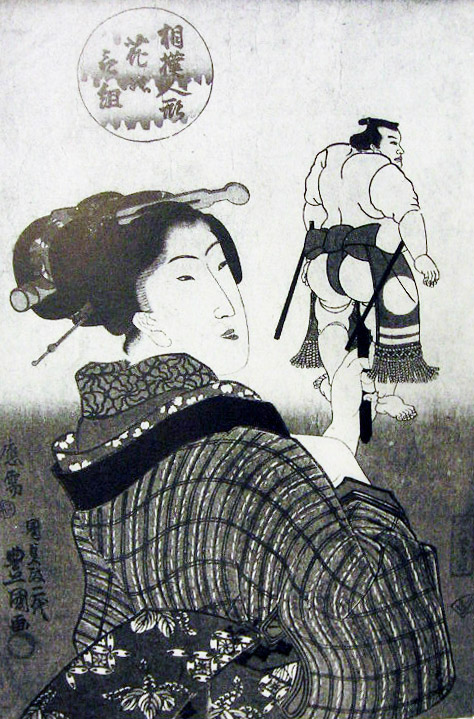
Femme montrant une marionnette

Chaque marionnette principale requiert l'intervention de trois montreurs. Le chef montreur, omo zukai, contrôle de la main gauche la tête en tenant un bâton équipé de leviers, et de la main droite la main droite de la marionnette. Le hidari zukari contrôle la main gauche de la marionnette de sa main droite. Enfin, le ashi zukari contrôle les pieds et les jambes de la marionnette. Les marionnettes de femme n'ayant pas de jambes, il doit évoquer leur forme en passant ses mains dans le bas du vêtement de la marionnette. Une telle organisation impose un grand degré de coordination entre les trois montreurs afin d'obtenir un mouvement naturel de la marionnette.
La formation du marionnettiste est très longue. Le montreur commence par manipuler les pieds, puis la main gauche, et enfin la main droite et la tête. Un ancien adage veut qu'il faille dix ans pour maîtriser les pieds, et encore dix ans pour la main gauche. Les marionnettes étant à la fois hautes, de 1,20 m à 1,50 m, et lourdes, le chef montreur porte des geta surélevées de 20 cm à 50 cm afin de soulager son bras gauche, qui porte l'essentiel du poids de la marionnette.

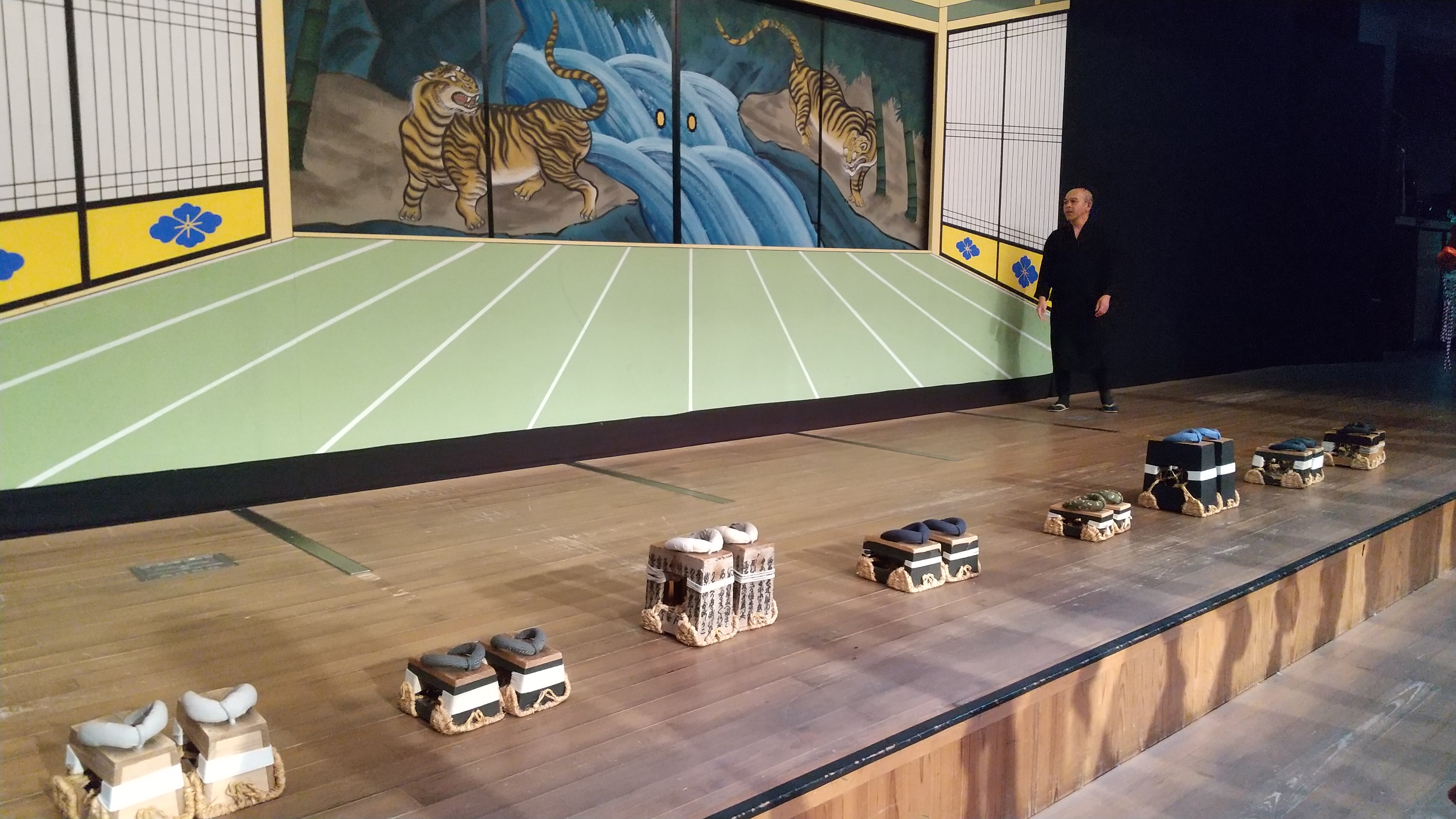
Geta de marionnettistes au théâtre de marionnettes de Minami-Awaji.

La présence de trois manipulateurs constitue un facteur de distraction pour l'audience. C'est pourquoi le bunraku a importé du kabuki l'usage du kurogo, la robe noire, qui suggère une motion d'invisibilité du montreur. Cependant, quand le public réalise qu'il ne s'agit que d'une marionnette, le désir est grand de voir qui la contrôle. Aussi, le chef marionnettiste opère-t-il nu-tête, alors que ses assistants sont parfois encagoulés, revêtant parfois le même habit traditionnel que le chanteur et le joueur de shamisen, un hakama et une casaque large aux épaules (kataginu), marquée du blason de sa famille. L'habit traditionnel est, comme au kabuki, réservé aux pièces se déroulant dans un cadre historique, mettant en scène des familles nobles, alors que la tenue noire est celle des comédies de mœurs ou des drames.

### Mécanisme
La tête des marionnettes est vide. Elle est fixée à l'extrémité d'une baguette, qui constitue la colonne vertébrale de la marionnette. Les épaules sont représentées par une planche transversale, la rondeur des épaules étant suggérée par des éponges placées aux extrémités de cette planche. Les bras et les jambes sont attachées à cette planche par des ficelles. Des morceaux de tissus sont fixés à l'avant et à l'arrière de la marionnette. La tête, le bras gauche et le bras droit disposent chacun d'un système de leviers pour en contrôler les mouvements. Celui du bras gauche est situé au bout d'une longue armature en bois, afin de permettre à l'assistant de l'utiliser sans gêner les mouvements du chef marionnettiste.
Le mécanisme de la tête peut permettre de faire bouger les yeux, les paupières, les sourcils, la bouche ou de faire hocher la tête à la marionnette.

### La tête

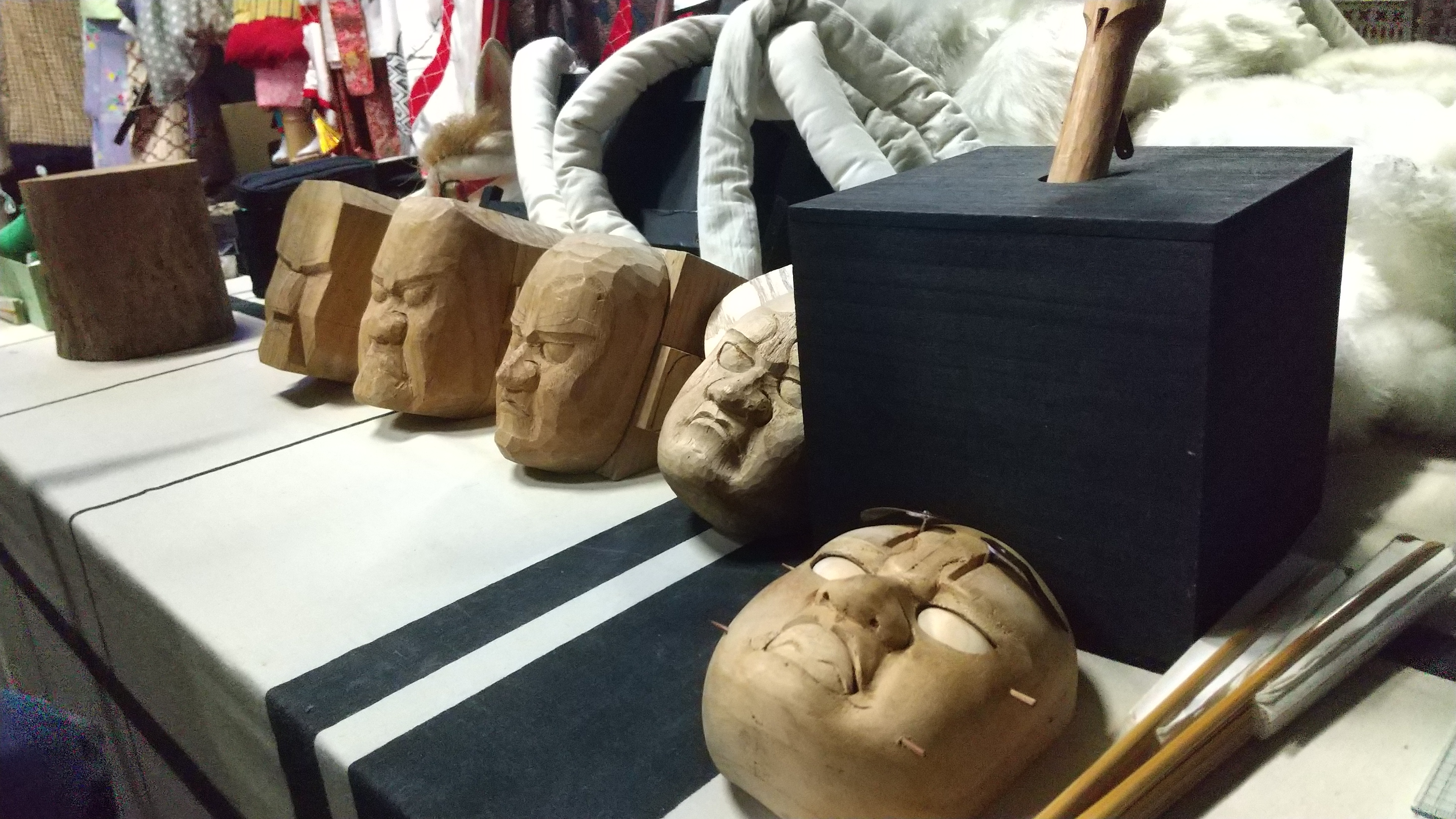
Étapes de fabrication des têtes de marionnettes au théâtre de marionnettes de Minami-Awaji.

Les têtes des marionnettes (kashira) sont divisées en catégories selon le sexe, la classe sociale et le caractère du personnage. Si certaines têtes sont spécifiques à des rôles particuliers, d'autres peuvent être employées pour plusieurs pièces en faisant varier la perruque et la peinture. Les têtes sont en effet repeintes et préparées avant chaque représentation,.
La préparation des perruques constitue un art en soi. Elles distinguent le personnage qui les porte et donnent des indications sur sa condition et son caractère. Les perruques sont faites de cheveux humains, des poils de queue de yak pouvant être ajoutés pour créer du volume. L'ensemble est fixé sur une plaque de cuivre. Afin de ne pas endommager la tête de la marionnette, la finition de la coiffure se fait sans huile, seulement avec de l'eau et de la cire d'abeille.

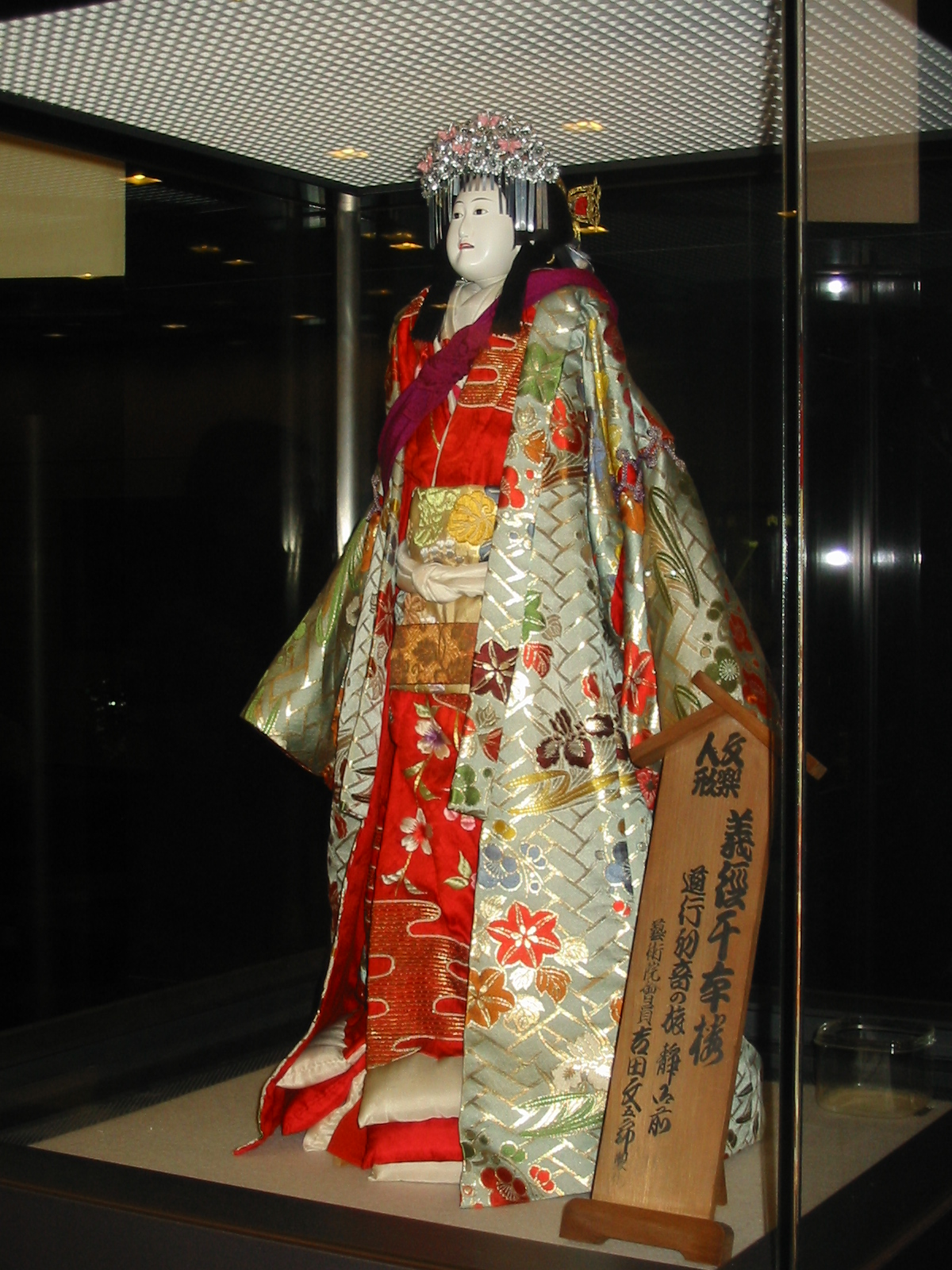
Marionnette féminine.

### Le costume
Le costume se compose d'une robe de dessous (juban), d'un kimono de dessous (kitsuke), d'une veste (haori) ou d'une robe extérieure (uchikake), d'un col (eri) et d'une ceinture large (obi). Afin de donner une sensation de douceur du corps, les robes sont fourrées de coton. Les costumes sont sous la supervision d'un fourrier, mais ce sont les marionnettistes qui habillent eux-mêmes les marionnettes.

## Le texte et les marionnettes
Contrairement au kabuki, totalement centré sur le jeu de l'acteur, le bunraku présente à la fois des éléments de présentation (cherchant à susciter directement un sentiment) et de représentation (cherchant à exprimer l'idée ou le sentiment de l'auteur). Une grande attention est ainsi prêtée à la fois à l'aspect visuel et musical des marionnettes et de la déclamation et au texte lui-même. Chaque pièce débute ainsi par une cérémonie où le récitant s'engage à interpréter fidèlement le texte, placé devant lui sur un lutrin en laque ornementée. Le texte est également salué au début de chaque acte.